# Звірик Микола Володимирович
Мико́ла Володи́мирович Зві́рик (* 1985) — сержант запасу ЗСУ, учасник російсько-української війни.

## Життєпис
Народився 1985 року у місті Вінниця. Потім батьки переїхали до міста Енергодар, де й закінчив середню школу. Здобув освіту бухгалтера, працював будівельником на Запорізькій АЕС. 2003 року вступив до лав Конгресу українських націоналістів.
Одного разу прийшов до школи, де вчиться син, і запитав у вчителів, як планують відзначити свято рідної мови. На що почув відповідь: «ви знаєтє ми сєйчас сказкі українскіє почитаєм — нам язик українскій навязивают».
Учасник Самооборони Енергодару. 15 травня 2014-го із Запоріжжя до Енергодара прибула група проросійськи налаштованих громадян із зброєю «защіщать от бандер». На початку червня почав добиватися, щоб з нього зняли «бронь». Призваний 21 серпня 2014 року. Потрапив до 23-го батальйону; скерований в Маріуполь. Ніс службу на блокпостах. 5 вересня двома групами рушили на Новоазовськ; під селом Заїченко потрапили в засідку. Тоді двоє бійців з його роти загинуло і кількох поранило; з 2-ї роти полягло п'ятеро.
В другій ротації перевівся до 37-го батальйону. Громада їм зібрала на вживаний джип і квадрокоптер. На кінець 2014 року обороняв Авдіївку. В наступній ротації служив у розвідвзводі.
Два роки захищав Україну в зоні боїв. Станом на серпень 2019 року проживає у місті Харків. Учасник ГО «Антикорупційний блок учасників АТО».

## Нагороди та вшанування
- Указом Президента України № 897/2019 від 11 грудня 2019 року за «особисті заслуги у зміцненні обороноздатності Української держави, мужність і самовіддані дії, виявлені у захисті державного суверенітету та територіальної цілісності України, зразкове виконання військового обов'язку» нагороджений орденом За мужність III ступеня[2].